# Hotel Patria (programma televisivo)
Hotel Patria è stato un programma televisivo italiano di genere people show, condotto da Mario Calabresi e trasmesso su Rai 3 in quattro puntate con cadenza settimanale, a partire dal 6 giugno 2011.
La trasmissione ha raccontato la storia di italiani che hanno deciso di non arrendersi dinanzi alle difficoltà presenti in Italia, e hanno deciso di investire le proprie risorse nella propria patria, sperando in un paese migliore.
Le storie, raccontate due a puntata, sono state affrontate con un linguaggio cinematografico e accompagnate in studio da ospiti, come il trio comico Aldo, Giovanni e Giacomo (che hanno preso parte alla prima puntata), l'annunciatrice Nicoletta Orsomando e il cantante Jovanotti (ospite della terza puntata). Le quattro puntate sono state caratterizzate ciascuna da una parola: "passione", "coraggio", "amore" e "talento".
La sigla della trasmissione è una parte strumentale tratta da Ora di Jovanotti.